# Керенский, Владимир Александрович
Владимир Александрович Керенский (1868, Симбирская губерния — не ранее 1927) — историк церкви и богослов, специалист в области сравнительного богословия; доктор богословия, профессор Казанской духовной академии и Казанского университета. Двоюродный брат А. Ф. Керенского.

## Биография
Родился в семье священника 13 декабря 1868 года[по какому календарю?] в селе Куроедово (по другим данным в с. Троицкое-Куроедово) Карсунского уезда Симбирской губернии.
Окончил Симбирское духовное училище (1883), Симбирскую духовную семинарию (1889) и Казанскую духовную академию (1893) со степенью кандидата богословия, профессорский стипендиат. Был направлен преподавателем обличительного богословия и истории обличения русского раскола в Пензенскую духовную семинарию, заведовал её библиотекой; был членом и библиотекарем Иннокентиевского просветительского братства.
В 1894 году за сочинение «Старокатолицизм, его история и внутреннее развитие преимущественно в вероисповедном отношении» получил степень магистра богословия и с 1895 года был доцентом по кафедре истории и разбора западных исповеданий Казанской духовной академии; в 1896 году получил чин надворного советника.
В 1897—1898 годах изучал лютеранство и старокатолицизм в Германии и Швейцарии: в Берлинском, Боннском и Бернском университетах. Его интерес к новому западному христианскому движению, отвергнувшему принятый Первым Ватиканским собором в 1870 году догмат о непогрешимости папы, был настолько велик, что он посетил четвертый, пятый и шестой конгрессы старокатоликов и опубликовал о них содержательные отчёты.
С 1902 года — экстраординарный, с 1905 года ординарный сверхштатный и, наконец, с 1908 года штатный ординарный профессор по кафедре истории и разбора западных исповеданий Казанской духовной академии. Одновременно, с 1913 года он преподавал историю Церкви на Казанских высших женских курсах. С 1903 года — статский советник.
В 1904 году получил степень доктора богословия за диссертацию «Школа ричлианского богословия в лютеранстве. Исследование в области новейшей лютеранской догматики». Член Правления Казанской духовной академии с 1909 года.
В 1911 году был командирован за границу с научной целью.
В 1915 году обвенчан с Ираидой Алексеевной Малининой.
В 1917 году делегат Всероссийского съезда духовенства и мирян; член Поместного Собора Православной Российской Церкви по избранию от Казанской духовной академии, участвовал в 1-й и 3-й сессиях, член V, VI, IX, XII, XIII, XVII, XXII, XXIII отделов.
Преподавал в Казанской духовной академии до её закрытия в 1921 году. Одновременно, в апреле 1918 года на заседании историко-философского факультета Казанского университета он был принят приват-доцентом университета на кафедру церковной истории, затем был профессором университета. В связи с упразднением кафедры истории Церкви он с 1920 года был переведён на вновь созданную кафедру истории религий Казанского университета, где читал курс средневековой философии на историко-философском факультете, а также два курса («Социалистические идеи западного сектантства» и «Церковь и государство») на факультете общественных наук. В феврале 1922 года был исключён из состава профессоров Казанского университета.
При закрытии Казанской духовной академии в апреле 1921 года Керенский был арестован и в октябре того же года в числе других был приговорён к году заключения условно. В конце 1921 года, 20 ноября участвовал в организационном собрании, а 27 ноября — в заседании Совета Богословского института, вошёл в его профессорско-преподавательский состав.
В 1923 году был членом обновленческой Казанской предсоборной епархиальной комиссии. Известно, что в 1927 году он служил в Статистическом управлении; дальнейшая судьба неизвестна.
Был награждён орденами Св. Станислава 3-й (1899) и 2-й (1907) степеней, Св. Анны 3-й (1904) и 2-й (1911) степеней.